# HCMV Varese Hockey
L'HCMV Varese Hockey è un club italiano di hockey su ghiaccio con sede nella città di Varese (Lombardia), militante in seconda divisione dal 2013.
Grazie alla vittoria della Federation Cup nel 1995, risulta essere l'unico club italiano ad aver trionfato in una competizione europea.

## Storia
Fondato nel 1977 con il nome di Associazione Sportiva Mastini Varese Hockey, nel 1987 vinse il suo primo titolo nazionale battendo il Bolzano nella finale dei play-off; il successo tricolore fu bissato due anni dopo contro Fassa.
Nel 1995 i gialloneri diventarono la prima ed unica squadra italiana a vincere una competizione europea, conquistando la Federation Cup in finale contro i russi del Metallurg Magnitogorsk; la partita si disputò presso il palaghiaccio slovacco di Trenčín.
All'inizio del ventunesimo secolo, il club piombò in una profonda crisi finanziaria fino ad arrivare al fallimento del 2005; l’hockey professionistico a Varese scomparve dai calendari sportivi per cinque anni e proseguì solo a livello giovanile.
Nel 2010 una nuova proprietà, guidata da Maurizio Fiori, riprese l'attività sotto il nome di Hockey Club Mastini Varese, partendo dal campionato di terza divisione; tre anni più tardi arrivò la promozione automatica in seconda divisione, nel frattempo diventata l'unico campionato di hockey a comprendere esclusivamente club italiani (la prima divisione comprende anche club austriaci, croati e sloveni).
Nel 2020, poco dopo la pandemia di COVID-19 che portò alla cancellazione del campionato, il club fu costretto a lasciare lo storico PalAlbani a causa dei lavori di ristrutturazione all'impianto e a trasferirsi presso l'Agorà di Milano, condividendolo con i Grizzly Bears per due stagioni.
Nel 2022 una nuova proprietà, guidata da Carlo Bino, si assunse la responsabilità della gestione della prima squadra, cambiando il suo nome in HCMV Varese Hockey; il club fece inoltre ritorno al PalAlbani, nel frattempo rinominato Acinque Arena per motivi di sponsorizzazione.
Nel 2023 i gialloneri conquistarono la Coppa Italia per la prima volta nella loro storia, battendo in finale il Caldaro davanti al proprio pubblico; vincono inoltre il campionato, sempre contro il Caldaro.

## Palmarès
Competizioni nazionali
- Serie A: 2

1987, 1989
- Coppa Italia: 1

2023
Competizioni internazionali
- Federation Cup: 1

1995

## Allenatori
- 1977-1980:  ???
- 1980-1982:  Werner Holzner
- 1982-1984:  Ron Ivany
- 1984-1987:  William Purcell
- 1987-1988:  Grant Standbrook
- 1988-1990:  Brian Lefley
- 1990-1991:  Ron Ivany
- 1991-1992:  Jim Webster
- 1992-1993:  Kim Gellert
- 1993-1994:  Pat Cortina
- 1994-1995:  Paul Theriault
- 1995-1996:  Luciano Basile
- 1996-2000:  Nenad Ilić
- 2000-2004:  Igor Kosović
- 2004-2005:  Tony Martino
- 2010-2011:  Matteo Malfatti
- 2011-2013:  Zdeněk Kudrna
- 2013-2015:  Nenad Ilić
- 2015-2016:  Giancarlo Merzario
- 2016-2017:  Massimo Fedrizzi
- 2017-2018:  John Cacciatore
- 2018-2020:  Massimo Da Rin
- 2020-2021:  Claude Devèze
- 2021-2022:  Tom Barrasso
- 2022-2023:  Claude Devèze
- 2023-2024:  Niklas Czarnecki
- 2024-2025:  Gaber Glavič
- 2025-oggi:  Massimo Da Rin

## Presidenti
- 1977-1980:  ???
- 1980-1983:  Lucio Filiberti
- 1983-1989:  Emanuele Ducrocchi
- 1989-1995:  Roberto Blumer
- 1995-2005:  Massimiliano Colombo
- 2005-2011:  Maurizio Fiori
- 2011-2018:  Davide Quilici
- 2018-2022:  Matteo Torchio
- 2022-oggi:  Carlo Bino

## Organico
Roster
| #  | N.                   | Ruolo | Giocatore          |
| -- | -------------------- | ----- | ------------------ |
|    | Ucraina (bandiera)   | P     | Sergei Pisarenko   |
| 30 | Ucraina (bandiera)   | P     | Artur Ohandzhanyan |
| 90 | Italia (bandiera)    | P     | Leonardo Mordenti  |
| 95 | Italia (bandiera)    | P     | Filippo Matonti    |
| 3  | Italia (bandiera)    | D     | Andrea Schina      |
| 7  | Italia (bandiera)    | D     | Nicolò Fanelli     |
| 18 | Ucraina (bandiera)   | D     | Valeri Raskin      |
| 22 | Italia (bandiera)    | D     | Erik Mazzacane     |
| 38 | Finlandia (bandiera) | D     | William Makinen    |
| 42 | Italia (bandiera)    | D     | Filippo Crivellari |
| 69 | Italia (bandiera)    | D     | Alex Bertin        |
| 94 | Italia (bandiera)    | D     | Marco Matonti      |

| #  | N.                | Ruolo | Giocatore          |
| -- | ----------------- | ----- | ------------------ |
| 13 | Italia (bandiera) | A     | Andrea Fornasetti  |
| 15 | Italia (bandiera) | A     | Gianluca Tilaro    |
| 16 | Italia (bandiera) | A     | Andrea Vanetti     |
| 19 | Italia (bandiera) | A     | Sebastian Allevato |
| 23 | Italia (bandiera) | A     | Marcello Borghi    |
| 24 | Italia (bandiera) | A     | Denis Perino       |
| 27 | Italia (bandiera) | A     | Michael Mazzacane  |
| 32 | Italia (bandiera) | A     | Pietro Borghi      |
| 55 | Italia (bandiera) | A     | Alessio Piroso     |
| 91 | Italia (bandiera) | A     | Edoardo Raimondi   |
|    | Italia (bandiera) | A     | Alex Venturi       |
|    | Canada (bandiera) | A     | Raphaël Bastille   |

Staff
- Allenatore:  Massimo Da Rin
- Assistente tecnico:  Massimiliano Mordenti
- Preparatore portieri:  Davide Bertin
- Attrezzista:  Giovanni Pandolfi

## Società
- Presidente:  Carlo Bino
- Direttore sportivo:  Matteo Malfatti
- Addetto stampa:  Massimo Airoldi
- Addetto marketing:  Marcello Vitella
- Annunciatore:  Roberto Rizza